# SK8 the Infinity
SK8 the Infinity (jap. SK∞ エスケーエイト Esu kē eito, zapis stylizowany SK∞ the Infinity) – serial anime wyprodukowany przez studio Bones, emitowany od stycznia do kwietnia 2021. Zapowiedziano powstanie drugiego sezonu oraz OVA.

## Fabuła
Na Okinawie grupa skaterów bierze udział w tajnych wyścigach nocą o nazwie „S”, ścigając się ze sobą na deskorolkach po krętej drodze wykutej w opuszczonej kopalni. Reki, uczeń drugiej klasy liceum i skater, pewnej nocy zabiera nowego ucznia Langę na S i wciąga go w świat skateboardingu.

## Bohaterowie
- Reki Kyan (jap. 喜屋武 暦 Kyan Reki)

Seiyū: Tasuku Hatanaka 
- Langa Hasegawa (jap. 馳河 ランガ Hasegawa Ranga)

Seiyū: Chiaki Kobayashi 
- Miya Chinen (jap. 知念 実也 Chinen Miya)

Seiyū: Takuma Nagatsuka 
- Hiromi Higa (jap. 比嘉 広海 Higa Hiromi)

Seiyū: Kenta Miyake 
- Kaoru Sakurayashiki (jap. 桜屋敷 薫 Sakurayashiki Kaoru)

Seiyū: Hikaru Midorikawa 
- Kojiro Nanjo (jap. 南城 虎次郎 Nanjō Kojirō)

Seiyū: Yasunori Matsumoto 
- Ainosuke Shindo (jap. 神道 愛之介 Shindō Ainosuke)

Seiyū: Takehito Koyasu 
- Tadashi Kikuchi (jap. 菊池 忠 Kikuchi Tadashi)

Seiyū: Kenshō Ono 

## Anime
13 września 2020 poinformowano, że Hiroko Utsumi i studio Bones pracują nad nowym telewizyjnym serialem anime. Dalsze szczegóły zostały ujawnione 20 września, kiedy to oficjalnie zapowiedziano serial. Za reżyserię odpowiadała Utsumi, scenariusz napisał Ichirō Ōkouchi, postacie zaprojektował Michinori Chiba, który pełnił również pełnił funkcję głównego reżysera animacji, a muzykę skomponował Ryō Takahashi. Anime było emitowane od 10 stycznia do 4 kwietnia 2021 na antenach ABC i TV Asahi w bloku programowym Animazing!!!. Motywem otwierającym jest „Paradise” w wykonaniu Rude-α, natomiast końcowym „Infinity” (jap. インフィニティ Infiniti) autorstwa Yūri. Prawa do streamingu serii nabył Crunchyroll.
4 lipca 2021 ogłoszono nowy projekt anime związany z serią. 14 sierpnia 2022 podano do wiadomości, że projekt będzie drugim sezonem oraz OVA. Główna ekipa produkcyjna z poprzedniego sezonu powróci do prac nad serialem. OVA, zatytułowana SK8 the Infinity Extra Part, składa się z 4 odcinków i została wydana w Japonii 19 marca 2025, po wcześniejszym pokazie kinowym 24 stycznia tego samego roku.

### Lista odcinków
| №   | Tytuł                                                                                        | Premiera         |
| --- | -------------------------------------------------------------------------------------------- | ---------------- |
| 1   | Snowfall on a Hot Night Atsui yoru ni yuki ga furu (熱い夜に雪が降る)                        | 10 stycznia 2021 |
| 2   | Awesome for the First Time! Hajimete no saikō! (はじめてのサイコー！)                        | 17 stycznia 2021 |
| 3   | Undesired Hero Nozomanai yūsha (望まない勇者)                                                | 24 stycznia 2021 |
| 4   | Adam, the Matador of Love Ai no matadōru, Adamu (愛のマタドール、愛抱夢)                     | 31 stycznia 2021 |
| 5   | Passionate Dancing Night! Jōnetsu no danshingu naito! (情熱のダンシングNight！)              | 7 lutego 2021    |
| 6   | Steamy Mystery Skating?! Yukemuri misuterī sukēto?! (湯けむりミステリースケート？！)         | 14 lutego 2021   |
| 7   | We Don’t Balance Out Tsuriawanēndayo (つりあわねーんだよ)                                    | 21 lutego 2021   |
| 8   | The Fated Tournament! Shukumei no tōnamento! (宿命のトーナメント！)                          | 28 lutego 2021   |
| 9   | We Were Special Back Then Ano toki, oretachi wa tokubetsu datta (あの時、俺たちは特別だった) | 7 marca 2021     |
| 9,5 | Crazy Rock JAM Kureijī rokku jamu (クレイジーロックJAM)                                      | 14 marca 2021    |
| 10  | DAP Not Needing Words Kotoba no iranai dappu (言葉のいらないDAP)                             | 21 marca 2021    |
| 11  | King vs Nobody Kingu VS zako (キング ＶＳ ザコ)                                              | 28 marca 2021    |
| 12  | Our Infinity! Oretachi no mugendai! (俺たちの無限大！)                                       | 4 kwietnia 2021  |

## Manga
Komediowy spin-off autorstwa Toriyasu, zatytułowany Sk8 Chill Out!, ukazuje się w magazynie internetowym „Young Ace Up” wydawnictwa Kadokawa Shoten od 11 stycznia 2021. Na podstawie serii anime powstała również manga autorstwa Kazuto Kōjimy, która jest wydawana serwisie BookLive! pod imprintem Nino od 5 marca 2021.

## Przedstawienia teatralne
Dwie adaptacje sceniczne zostały zapowiedziane 4 lipca 2021. SK8 Part 1 było wystawiane od 2 do 12 grudnia 2021. Pokazy SK8 Part 2 miały odbywać się w dniach 15–24 stycznia 2022, ale zostały odwołane po tym, jak członek obsady uzyskał pozytywny wynik testu na obecność COVID-19.